# 義大利麵冰淇淋
義大利麵冰淇淋（英語：Spaghettieis，德語發音：[ʃpaˈɡɛtiˌaɪs]）是一種德國冰淇淋小菜。在盤子裡，以馬鈴薯夾將香草冰淇淋通過食品擠壓製成類似義大利麵的德国面疙瘩。